# Elmar Peter Schwenke

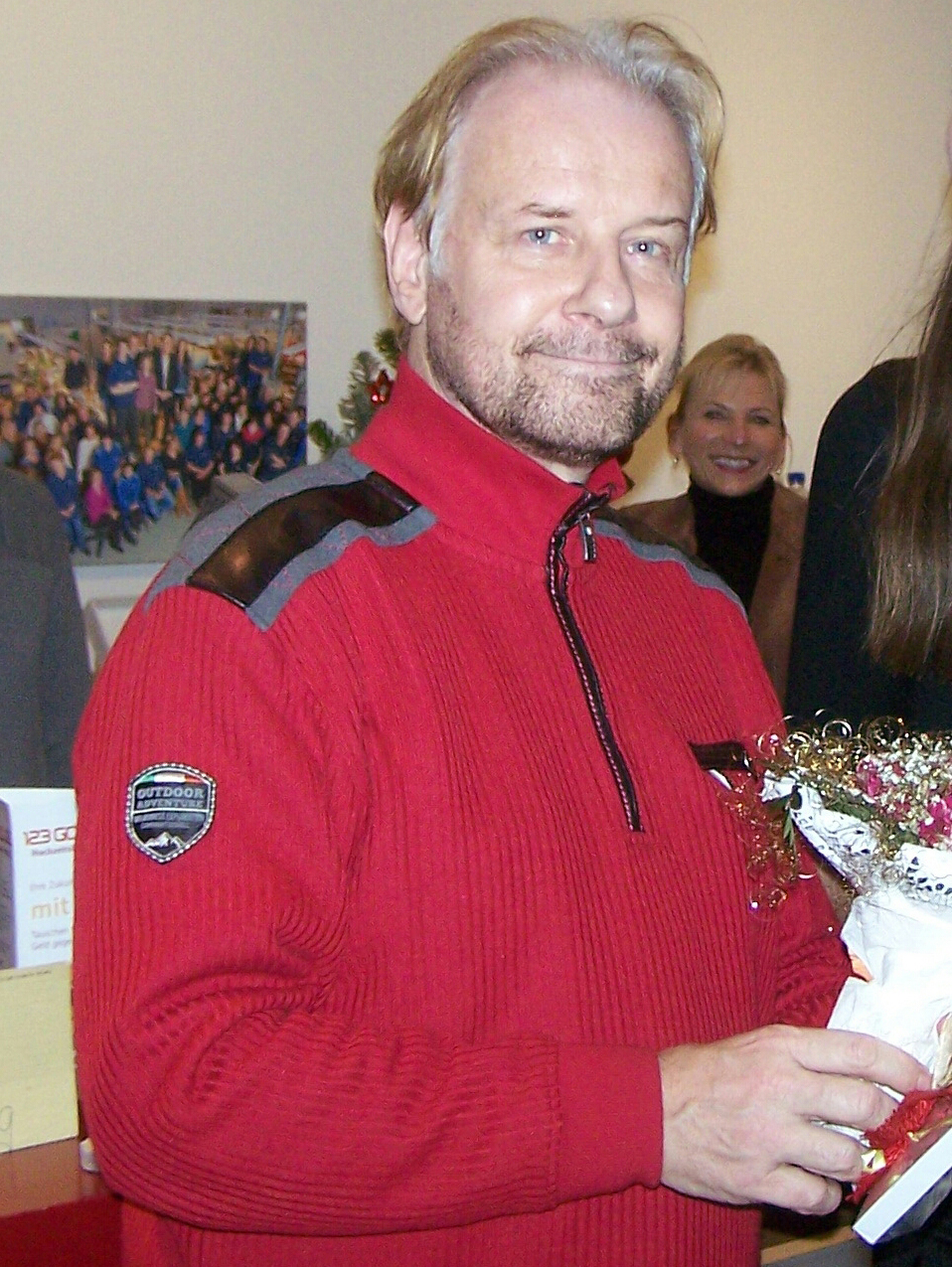
Elmar Peter Schwenke (2015)

Elmar Peter Schwenke (* 19. September 1958 in Leipzig; Pseudonym: Peter Lemar und Erik Sanders) ist ein deutscher Pädagoge, Popmusiker und Autor.

## Leben
Nach dem Besuch der Polytechnischen und Erweiterten Oberschule in Leipzig leistete Schwenke seinen 18-monatigen Wehrdienst bei der Nationalen Volksarmee der DDR und studierte von 1979 bis 1983 Musikpädagogik an der Sektion Kunst- und Kulturwissenschaften der Universität Leipzig. Während seiner Zeit als Lehrer für Deutsch und Musik spielte er Keyboard bei der Gruppe Logo, mit der er 1986 einen Nr.-1-Hit in der Radio DDR Tip-Parade landete. 1987 wechselte er zur halleschen Band Zebra, die in der DDR für die Adaption von Brecht/Weill-Songs (u. a. aus der Dreigroschenoper) bekannt war.
Nach der Wiedervereinigung arbeitete er u. a. als Möbelträger, Taxifahrer und Maler. Von 1993 bis 1998 war er Produzent beim Hörfunk (Radio Leipzig, Radio PSR), u. a. Mitproduzent der Comedysendung Sinnlos-Telefon, und ebenso Texter und Werbesprecher.
Von 2004 bis 2006 absolvierte Schwenke ein Zusatzstudium in Politikwissenschaft an der TU Dresden und wohnte währenddessen unter dem Sannyas-Namen Aabhar in einer buddhistischen Kommune. 2014 kandidierte Schwenke in Leipzig zur Landtagswahl für die Bürgerrechtsbewegung Solidarität (Büso).
2017 und 2018 begab er sich auf die Spuren alter Kulturen in Visoko (Bosnien) und Buşteni (Bucegi-Gebirge), worüber er Reiseberichte verfasste.
Elmar Schwenke ist Mitbegründer der MUSIFA Musikschule, der ersten Musikakademie mit einer zertifizierten Musikerausbildung in Mitteldeutschland, und seit 2004 Mitglied der Bee-Gees-Coverband Jive Talkin’ – The Portrait Of The Bee Gees.
Er ist Mitglied im Verband deutscher Schriftstellerinnen und Schriftsteller und lebt als freier Autor in Leipzig. Auf seiner Internetseite betreibt er einen Blog zu aktuellen Themen der Zeit.

## Werke

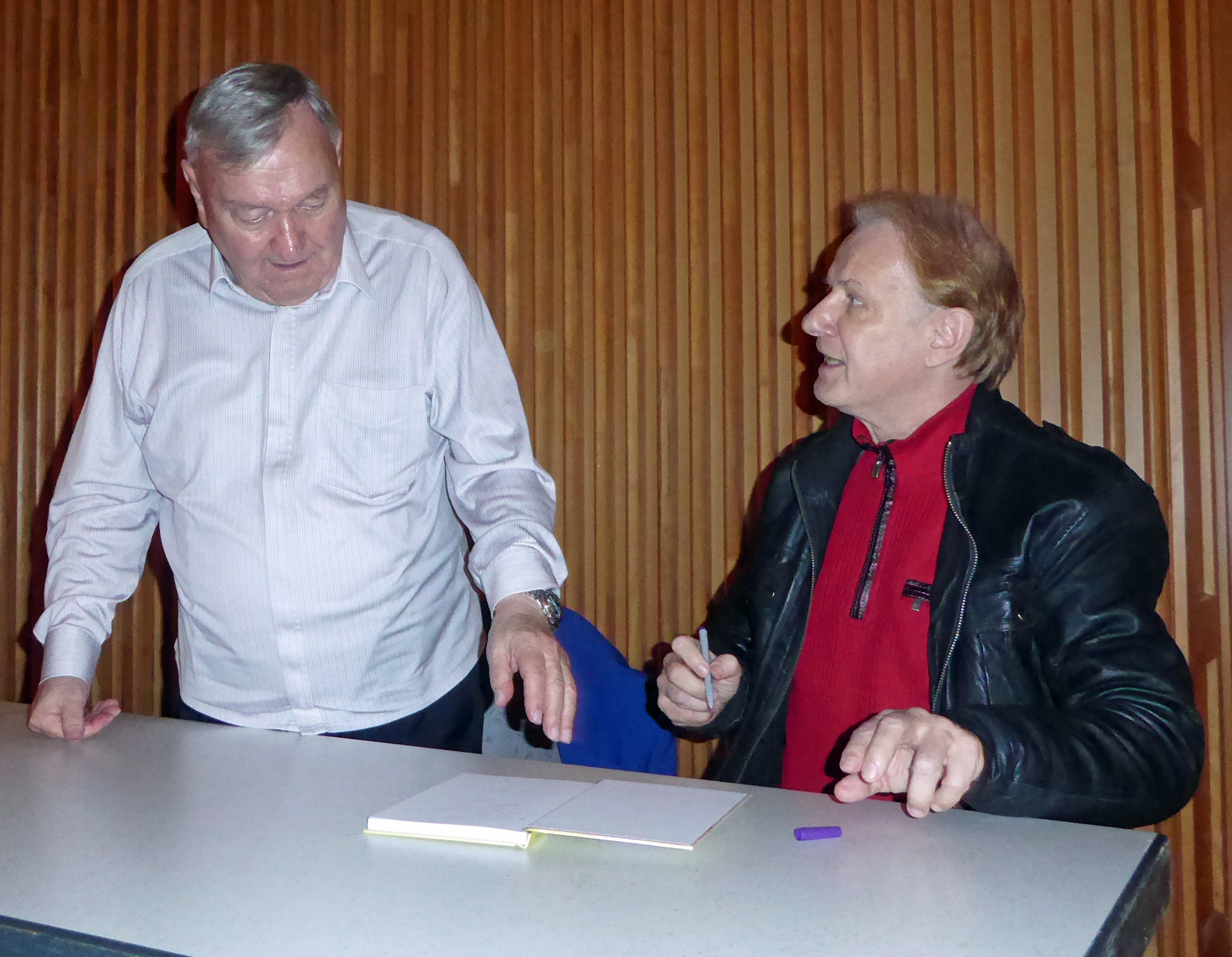
Erich von Däniken (li.) und Elmar Peter Schwenke am 21. November 2015 im AMO-Kulturhaus in Magdeburg

2003 wurde im Rahmen der Leipziger Buchmesse (Leipzig liest) die zweite Auflage seines Kurzgeschichtenbandes Die abstrakte Frau vorgestellt, welcher 2002 unter dem Titel The Abstract Woman auch in den USA und Großbritannien erschienen ist. 
Für seine Werke, die „eine Mischung aus Science Fiction, Fantasy und Psychostory“ darstellen und an Edgar Allan Poe und Franz Kafka erinnern, lässt sich Elmar Schwenke von astronomischen und parawissenschaftlichen Themen inspirieren. So widmete er unter anderem nach einem Vortrag von Erich von Däniken zum Thema Altes Ägypten diesem den Roman Im Labyrinth der Sphinx.
Für Die Geschichte von Reiner Zufall arbeitete Schwenke mit dem Leipziger Maler und Bildhauer Michael Fischer-Art zusammen, der die Illustrationen beisteuerte.
2014 hielt sich seine Debütsingle Ein Teil von mir sechs Wochen in den deutschen Schlagercharts (Platz 122). Sein Album Ich Such Dich erreichte im Juli 2019 Platz 27 der iTunes Top 200 Alternative Charts (Germany).

### Bücher
- Die abstrakte Frau. Kurzgeschichten. edition fischer, Frankfurt/Main 2000, ISBN 3-89501-920-8; 2. Auflage. Ebenda, 2003, ISBN 3-8301-0544-4.
- The Abstract Woman. short stories. AuthorHouse, Bloomington 2002, ISBN 978-1-4033-1287-7.
- Götterkinder. Roman. Frieling Verlag, Berlin 2004, ISBN 3-8280-2005-4.
- Zwei Wanderer zwischen den Welten. Roman. Engelsdorfer Verlag, Leipzig 2008, ISBN 3-86703-864-3.
- Ostrock! Popmusik in der DDR. Sachbuch. Wartberg Verlag, Gudensberg 2010, ISBN 3-8313-2222-8.
- Die abstrakte Frau. Kurzgeschichten. Nachauflage. Telescope Verlag, Mildenau 2014, ISBN 978-3-941139-17-6.
- Es geht um Nichts! – Das Weltenergieproblem ist gelöst. Roman. Nepa Verlag, Merkers-Kieselbach 2014, ISBN 978-3-944176-49-9.
- Der unwahrscheinliche Flug. Science Fiction. neobooks, München 2014, ISBN 978-3-8476-0838-7.
- Wilder Osten – Geschichten aus der DDR. Romanhafte Biographie. neobooks, München 2014, ISBN 978-3-8476-9327-7.
- Welt im Netz – wie wir verraten und verkauft werden. Sachbuch. Verlag für akademische Schriften, Bad Homburg 2015, ISBN 978-3-88864-540-2.
- Im Labyrinth der Sphinx. Roman. Marsh & Marsh Verlag, Schwerin 2015, ISBN 978-3-945295-50-2[11][12].
- Im Labyrinth der Sphinx. Roman. Nepa Verlag, Bad Salzungen 2018, Neuausgabe, ISBN 978-3-946814-33-7.
- Ein Sachse im Himmel. Agenda Verlag, 2018, ISBN 978-3-89688-616-3 (agenda.de [abgerufen am 29. September 2019]).
- Die Geschichte von Reiner Zufall. Eine ganz und gar ko(s)mische Geschichte. Agenda Verlag, Münster 2020, ISBN 978-3-89688-665-1.
- Aus Inspiration & Transpiration. Essays. Verlag Tredition, Hamburg 2021, ISBN 978-3-347-25325-4.
- Die Lämmer und ihre Schlächter. Anekdote. Verlag Tredition, Hamburg 2021, ISBN 978-3-34723-870-1.
- Es geht um Nichts! Roman. Verlag Tredition, Hamburg 2024, Neuausgabe, ISBN 978-3-384-27568-4.
- Im Labyrinth der Sphinx. Roman. Verlag Tredition, Hamburg 2025, Neuausgabe, ISBN 978-3-384-55536-6.

### Anthologien (Auswahl)
- Der Rabe. In: Auch der Wind kennt keine Grenzen. Verlag Haag und Herchen, Frankfurt/Main 2000, ISBN 978-3-89846-011-8.
- Die Majorsgattin. In: Mein heimliches Auge (Jahrbuch der Erotik XXII). Konkursbuch Verlag, Tübingen 2007/2008, ISBN 978-3-88769-522-4.
- Das multiple Ich. In: Krimi Kurzgeschichten III. Noel Verlag, Oberhausen 2020, ISBN 978-3-96753-003-2.

### Hörbücher
- Die Geschichte von Reiner Zufall, Agenda Verlag, 2025, ISBN 978-3-690-60489-5.
- Die Unsichtbare, GD Publishing, 2025, ISBN 978-3-690-60492-5.
- Der unwahrscheinliche Flug, GD Publishing, 2025, ISBN 978-3-690-60494-9.

### Sonstige Publikationen (Auswahl)
- Peter Lemar: Nietzsche und die ewige Wiederkehr. In: Tabvla Rasa, Jenenser Zeitschrift für kritisches Denken – Ausgabe 29/2007. Abgerufen am 7. April 2023.
- Peter Lemar: Kurt Gödel und die Wahrheit. Über menschliche Erkenntnisfähigkeit. In: Tabvla Rasa, Jenenser Zeitschrift für kritisches Denken – Ausgabe 31/2008. Abgerufen am 7. April 2023.
- Peter Lemar: The Hollow Moon. In: Die TABULA RASA. Zeitung für Gesellschaft und Kultur. 20. Juli 2021, abgerufen am 21. Oktober 2021.
- Peter Lemar: George Van Tassels Integratron – Das Schicksal einer intergalaktischen Verjüngungsmaschine. In: NEXUS Magazin. Mosquito Verlag, 1. Oktober 2021, abgerufen am 21. Oktober 2021.
- Peter Lemar: Twilight Zone: Der uns die DUMBs brachte – Ein Porträt von Phil Schneider. In: NEXUS Magazin. Mosquito Verlag, 1. August 2021, abgerufen am 1. Dezember 2022.

## Diskografie (Auswahl)

### Singles
- 2014: Ev’rybody’s Dancin’[13]
- 2014: I will Remember
- 2014: Ein Teil von mir
- 2018: Wunder (Nadine Prinz)

### Alben
- 2010: You Will Be Mine[14]
- 2011: Time Goes By[15]
- 2012: Ich Such Dich[16]

### Noten
- Just Piano!– Poppiges, Romantisches, Bluesiges, Swingiges…[17]
- Klassik, Pop @ cetera, ISBN 978-3759723031.

## Auszeichnungen (Auswahl)
- 2007: Künstler des Jahres (Künstler-Magazin)[18]
- 2017: Künstler des Jahres (Künstler-Magazin), jeweils mit Jive Talkin’ – The Portrait Of The Bee Gees